# المنطار، ادلب
المنطار (به عربی: المنطار) یک روستا در سوریه است که در ناحیه مرکزی جسر الشغور واقع شده‌است. المنطار ۵۶۳ نفر جمعیت دارد.